# Christian Efing
Christian Efing (* 1976) ist ein deutscher Sprachwissenschaftler und Sprachdidaktiker.

## Leben
Bis 2001 studierte an der WWU Münster Lehramt Sek. I/II (Deutsch, Französisch) und Magister (deutsche Philologie, romanische Philologie, Publizistik- und Kommunikationswissenschaften). Von 2002 bis 2007 war er wissenschaftlicher Mitarbeiter und Lehrbeauftragter im Bereich Sprachwissenschaft des Deutschen am Institut für Sprach- und Literaturwissenschaft der TU Darmstadt. Nach der Promotion 2004 in Darmstadt war er von 2006 bis 2007 Vertretungslehrer und Studienreferendar am Schuldorf Bergstraße. Von 2007 bis 2008 vertrat er die Professur Sprachwissenschaft des Deutschen am Institut für Sprach- und Literaturwissenschaft der TU Darmstadt. Von 2008 bis 2013 war er Akademischer Rat am Institut für deutsche Sprache und Literatur und ihre Didaktik der PH Heidelberg. Im Sommersemester 2013 vertrat er die Professur Fachdidaktik Deutsch mit Schwerpunkt Sprachwissenschaft an der Universität Erfurt, die er im Wintersemester 2013/14 als Universitätsprofessor innehatte. Von 2014 bis 2020 war er Universitätsprofessor für Didaktik der deutschen Sprache und Literatur (Sprachdidaktik) an der Bergischen Universität Wuppertal. Seit April 2020 hat er am Institut für Sprach- und Kommunikationswissenschaft der RWTH Aachen University den Lehrstuhl für Deutsche Sprache der Gegenwart inne. Neben mehrfachen Gastprofessuren an der Universität Warschau und an der Pädagogischen Universität Krakau war er von 2017 bis 2022 „Professor affiliated with the University of Warsaw“. 2015 lehnte er Rufe auf die W3-Professur Fachdidaktik Deutsch mit Schwerpunkt Sprachwissenschaft an die Universität Erfurt und auf die W3-Professur Deutsche Sprache und ihre Didaktik an der PH Heidelberg ab.
Seine Forschungsinteressen sind Angewandte Linguistik, Sprache und Kommunikation in Ausbildung und Beruf, Sprachdidaktik des Deutschen, Schreib- und Leseförderung bei geringer Literalität, Sprachbedarfsermittlung/Anforderungsanalyse, Curriculumsentwicklung, kommunikative Kompetenz, Lesekompetenz, -diagnose und -förderung, Sprachverwendung in der Politik und Variationslinguistik des Deutschen (Schwerpunkt Sondersprachen, Jenisch).
Er ist Begründer und Betreiber des Netzwerkes SKiBB – Sprache und Kommunikation in der Beruflichen Bildung sowie Gründer und seit 2018 hauptverantwortlicher Herausgeber der Zeitschrift Sprache im Beruf. Kommunikation in der Aus- und Weiterbildung – Forschung und Praxis.

## Schriften (Auswahl)
- Jenisch unter Schaustellern. Mit einem Glossar aus schriftlichen Quellen. Wiesbaden 2004, ISBN 3-447-04834-4.
- Das Lützenhardter Jenisch. Studien zu einer deutschen Sondersprache. Mit einem Wörterbuch und Sprachproben auf CD-ROM. Wiesbaden 2005, ISBN 3-447-05208-2.
- mit Bruno Arich-Gerz: Geheimsprachen. Geschichte und Gegenwart verschlüsselter Kommunikation. Wiesbaden 2017, ISBN 3-7374-1045-3.
- mit Karl-Hubert Kiefer (Hrsg.): Sprache und Kommunikation in der beruflichen Aus‐ und Weiterbildung. Ein interdisziplinäres Handbuch. Tübingen 2018.
- mit Thorsten Roelcke: Semantik für Lehrkräfte. Linguistische Grundlagen und didaktische Impulse. Tübingen 2021, ISBN 978-3-8233-8379-6.
- Penn Jenisch! Das große Wörterbuch des Lützenhardter Jenisch. Hamburg 2024, ISBN 978-3-96769-431-4.
- mit Florian Busch: Sprachliche Variation. Tübingen 2024, ISBN 978-3-8233-8497-7.
- mit Sarah Heinemann (Hrsg.): Geschlechterstereotype in den Medien. Genderlinguistische Einblicke in aktuelle Diskurse und Kommunikate. Opladen/Berlin/Toronto 2024, ISBN 978-3-96665-083-0.
- mit Zeynep Kalkavan-Aydın (Hrsg.): Berufs- und Fachsprache Deutsch. Ein Handbuch aus DaF- und DaZ-Perspektive. Berlin/Boston 2024, ISBN 978-3-11-074544-3.